# قائمة التراث الثقافي اللامادي في الجزائر

قائمة التراث الثقافي اللامادي في الجزائر مصطلح التراث الثقافي تغير في مضمونه تغيراً كبيراً في العقود الأخيرة من لدن منظمة اليونسكو، ويرجع ذلك جزئياً إلى الصكوك التي وضعتها اليونسكو. ولا يقتصر التراث الثقافي على المعالم التاريخية ومجموعات القطع الفنية والأثرية، وإنما يشمل أيضا التقاليد أو أشكال التعبير الحية الموروثة من أسلافنا والتي تداولتها الأجيال الواحد تلو الآخر وصولاً إلينا، مثل التقاليد الشفهية، والفنون الاستعراضية، والممارسات الاجتماعية، والطقوس، والمناسبات الاحتفالية، والمعارف والممارسات المتعلقة بالطبيعة والكون، والمعارف والمهارات في إنتاج الصناعات الحرفية التقليدية.
يشكل التراث الثقافي غير المادي، بالرغم من طابعه الهش، عاملاً مهماً في الحفاظ على التنوع الثقافي في مواجهة العولمة المتزايدة. ففهم التراث الثقافي غير المادي
للمجتمعات المحلية المختلفة يساعد على الحوار بين الثقافات ويشجع على الاحترام المتبادل لطريقة عيش الآخر.
وأهمية التراث الثقافي غير المادي لا تكمن في تمظهره الثقافي بحد ذاته وإنما في المعارف والمهارات الغنية التي تنقل عبره من جيل إلى آخر. والقيمة الاجتماعية والاقتصادية التي ينطوي عليها هذا النقل.

## المصادقة على اتفاقية حماية التراث العالمي
أقر المؤتمر العام لليونسكو في دورته السابعة عشرة بباريس في السادس عشر من نوفمبر 1972 الاتفاقية المتعلقة بحماية التراث العالمي الثقافي والطبيعي. تسعى هذه الاتفاقية على المحافظة للإنسانية وللأجيال القادمة على الشهادات الطبيعية والثقافية التي لها قيمة عالمية واستثنائية.
وقد صادقت الجزائر على هذه الاتفاقية وانتخبت عضوا في لجنة التراث العالمي في السابع من نوفمبر سنة 2011.

## الثقافة والإرث الحضاري
عرفت الجزائر الحضارة منذ القدم في مختلف عصور الحضارة الإنسانية، فقد عثر على بقايا وآثار نشاط إنساني تعود إلى نحو 7000 عام ق.م واحتكت بعدة حضارات سجلها التاريخ، كالحضارة الفينيقية المعروفة بالتجارة البحرية. ثم عرفت الجزائر في القرن السابع ق.م الحكم القرطاجي المحلي المنبثق من الرحالة الفينيقيين، إلى أن احتلها الرومان سنة 42 ق.م وعام 682م، ثم جاءت العصور الإسلامية المتوالية، بين الأغالبة والرستميين الفاطميين وبني عبد الواد والحفصيين وفي سنة 1518 خضعت لحكم الدولة العثمانية، إلى أن جاء الاستعمار الفرنسي في العصر الحديث عام 1830م، ثم توالت مقاومة الجزائريين إلى أن اندلعت ثورة الجزائر في الأول من نوفمبر/ تشرين الثاني 1954م. ونيل الاستقلال سنة 1962. وانضمت الجزائر في نفس العام لجامعة الدول العربية ومنظمة الأمم المتحدة.
وعموما يمكن القول أن الحضارة في الجزائر هي متداخلة إلى حد ما مع دول المغرب العربي المجاورة، وقد تأثرت الثقافة الجزائرية على مر العصور بعدة عوامل:
- التراث الإبراهيمي الإسلام.
- إفريقيا والعالم العربي والأندلس، اليهودية المغاربية والأندلسية.
- الانفتاح على العالم وثورة الاتصالات.
- الاستعمار الفرنسي.

وهذه العوامل ساعدت الجزائر على إيجاد موضوعات ثفافية ذات صبغة تراثية عالمية، سواء المادي منه أو غير المادي.

## القائمة
سجّلت الجزائر إلى حدود معطيات أكتوبر سنة 2015 لمنظمة اليونسكو خمسة نقاط ثقافية لامادية ضمن لائحة اليونسكو للتراث العالمي الثقافي غير المادي، وهي:
1. أهليل قورارة التقليدي والعادات المرتبطة به
2. الزاوية الشيخية والمراسيم المتعلقة بها وبلدية الأبيض سيدي الشيخ
3. الممارسات والمهارات والمعرفة المرتبطة بمجموعات إمزاد عند الطوارق
4. عادات وطقوس ومراسم السبيبة في واحة جانت بالجزائر
5. العادات والمهارات الحرفية المرتبطة بزي الزفاف التلمساني.

ندرجها كالتالي حسب سنة التسجيل والمصادقة على ملفات ترشيحها من قبل اليونسكو:
| الاسم                                                             | الصورة | الموقع والإحداثيات                                                     | الرقم | سنة التسجيل | الوصف |
| ----------------------------------------------------------------- | ------ | ---------------------------------------------------------------------- | ----- | ----------- | --- |
| أهليل قورارة التقليدي والعادات المرتبطة به                        |        | منطقة قورارة، ولاية أدرار. 27°52′50″N 0°17′50″W / 27.88056°N 0.29722°W | 00121 | 2008        | أهليل قورارة: يكتب أيضا"أهليل غرارة": هو تراث شعري وغنائي من منطقة قورارة الواحية الجزائرية التي تبعد عن العاصمة باتجاه الجنوب الغربي بحوالي ألف كلم. كان هذا النوع من الغناء منتشرا في منطقة تميمون وما جاورها، منذ القديم، وكان يعرف قبل الإسلام باسم أزنون ليحمل بعده الاسم الحالي أهليل. ويرى البعض أن هذه التسمية مشتقة من "أهل الليل" باعتبار أن هذا الغناء يؤدى في الليل، بينما ربطها البعض الآخر بالهلال، ويذهب آخرون إلى أن الكلمة جاءت من التهليل لله ومن عبارة "لا إله إلا الله". والأهليل هو نوع من الغناء الموروث بالصحراء الجزائرية. تتناول كلماته المغناة سير الصحابة والأولياء الصالحين وهو ما جعل أحد المختصين يعتبره من الغناء الصوفي المستلهم من الطريقتين "التيجانية" و"القادرية" المنتشرتين في الجزائر ومنطقة المغرب العربي. |
| الزاوية الشيخية والمراسيم المتعلقة بها                            |        | بلدية الأبيض سيدي الشيخ. 32°53′55″N 0°32′22″W / 32.898615°N 0.53936°W  | 00660 | 2008        | تم تصنبف العادات الصوفية المتعلقة بالزاوية الشيخية ضمن قائمة "روائع التراث الشفهي اللامادي للإنسانية" في الجزائر بعد تقديم الملف من طرف الجزائر ودراسته ثم المصادقة عليه من طرف لجنة منظمة اليونسكو للتراث العالمي سنة 2008، وقد عرفت هذه الزاوية إشعاعا روحيا في فترات من الزمن، وكانت مقصد طلاب الروحانيات والتربية الذوقية، وتسعى إلى المحافظة على التراث وتعزيز القيم المجتمعية مثل حسن الضيافة والممارسات الجماعية كالتسابيح، وتلاوة القرآن الكريم، والأغاني والرقصات التقليدية والفلكلورية ولا سيما المبارزات ومسابقات الفروسية. |
| الممارسات والمهارات والمعرفة المرتبطة بمجموعات إمزاد عند الطوارق. |        | تراث مشترك بين جنوب الجزائر وشمالي مالي والنيجر                        | 00891 | 2008        | تم إدراج آلة إمزاد وما يتعلق بها من مهارات ضمن لائحة التراث العالمي الثقافي اللامادي للإنسانية تحت عنوان: الممارسات والمهارات والمعرفة المرتبطة بمجموعات إمزاد عند الطوارق، وتحولت آلة إمزاد إلى رمز إلى موسيقى إمزاد، حيث ارتبطت موسيقى إمزاد بآلة إمزاد ارتباطا جوهريا وثيقا، وقد اعتمدتها اليونيسكو إرثا ثقافيا إنسانيا عالميا، كموسيقى طوارقية بامتياز. حيث تشكل موسيقى الإمزاد وآلتها الموسيقية إحدى مميّزات قبائل الطوارق، وتعزفها النساء على آلة موسيقية أحادية الوتر تُعرَف بالإمزاد. وتجلس العازفة وتضع الآلة على ركبتيها وتعزف عليها باستخدام قوس. وتوفر آلة الإمزاد أنغاما مصاحبة للأشعار أو الأغاني الشعبية التي غالبا ما يؤديها الرجال في المناسبات الاحتفالية في مخيمات الطوارق. وغالبا ما تُعزَف هذه الموسيقى حسب الاعتقاد القديم لإبعاد الأرواح الشريرة، وتخفيف آلام المرضى النفسيين. وتُنقَل وخبرات صناعة الإمزاد من جيل إلى جيل، وتنقل طرق العزف والإنشاد والمعرفة الموسيقية شفهيا من جيل إلى جيل. |
| عادات وطقوس ومراسم السبيبة في واحة جانت بالجزائر.                 |        | واحات جانت بجنوبالجزائر 24°33′18″N 9°29′06″W / 24.555°N 9.485°W        | 00665 | 2008        | هو احتفال تقليدي سنوي يقام بمدينة جانت الجزائرية، وتعتبر تقليدا تراثيا، من أهم المناسبات المحلية العريقة التي تحتفل بها طوارق الصحراء بالجنوب الجزائري، الذي يصادف كل سنة اليوم العاشر من محرم في التقويم الهجري، حيث ترمز هذه المناسبة إلى السلم المدني والسلام والالتحام الاجتماعي، وتعود الاحتفالات إلى قرون عندما تعاقدت قبائل الطوارق في الجنوب الجزائري على الصلح والسلام بين سكان القصرين العتيقين "أزلواز" و"الميهان". وإلى جانب رمزية السلام والالتحام بين قبائل الطوارق، يرى باحثون متخصصون، أن الرقصة تعبر عن حالة من السعادة عندما استطاعت قبيلة الطوارق "آجر" الإنتصار في معركة حاسمة عند تعرضها لخطر تهديدات فرعون مصر. |
| العادات والمهارات الحرفية المرتبطة بزي الزفاف التلمساني           |        | ولاية تلمسان. 34°52′58″N 1°19′00″W / 34.8827758°N 1.3166696°W          | 00668 | 2012        | تم إدراج العادات والتقاليد والمهارات الحرفية المرتبطة بزي الزفاف التقليدي التلمساني، في قائمة اليونسكو للتراث العالمي اللامادي سنة 2012، وعي عادات تقضي بأن ترتدي العروس بحضور أهلها وصديقاتها المدعوات فستاناً تقليدياً من الحرير الذهبي اللون. وتُزين يداها بأنواع مختلفة من نقوش الحناء كتعبير عن الفرح، ثم تأتي امرأة أكبر مسنة، غالبا ما تكون إحدى قرباتها لتساعدها على ارتداء قفطان مخملي مطرز بشكل فني وجمالي وعلى وضع الحلى وتاج مخروطي. وهذه المهارات الحرفية في صناعة هذا النوع من الأزياء الجميلة المرتبطة بزي الزفاف التلمساني المميز والعادات المرتبطة به نقلت من جيل إلى آخر. ويرى المهتمون بالتراث العالمي للباس التقليدي، أنه لباس تراثي جميل يجمع بين عدة حضارات، فالبلوزة أصلها من الحضارة العربية، والفوطة من الحضارة الأمازيغية، والقفطان من الحضارة العثمانية بينما الشاشية مستمدة من الحضارة الأندلسية.                                                                                    |